# Il buco (film 1960)
Il buco (Le Trou) è un film del 1960 diretto da Jacques Becker.
È tratto dall'omonimo romanzo di José Giovanni a sua volta ispirato a un fatto realmente accaduto nel 1947. Jean Keraudy fu uno dei protagonisti della vicenda ed è lui che in apertura introduce il film.
La pellicola, del sottogenere carcerario, è stata presentata in concorso alla 13ª edizione del Festival di Cannes.
Si tratta dell'ultimo film diretto da Becker e dell'esordio cinematografico di due attori francesi che in seguito diverranno molto famosi: Philippe Leroy e Michel Constantin.

## Trama
Roland, un ex detenuto, presenta la sua storia di quando era in carcere.
Parigi, carcere de La Santé. Gaspard Claude è un detenuto in attesa di giudizio per il tentato omicidio della moglie; a causa di lavori di ristrutturazione viene trasferito nella cella di un'altra ala che ospita quattro carcerati, disturbati dall'arrivo del nuovo "ospite". Quando Gaspard si assenta, perché viene avvisato da una guardia di andare a ritirare un pacco di alimenti, i quattro si mostrano perplessi e indecisi se rivelare al nuovo arrivato il loro segreto e, dopo una breve discussione, decidono - nonostante l'obiezione del "duro" Manu Borelli - di comunicargli le loro intenzioni.
Dopo essere venuti a conoscenza dell'accusa che Gaspard dovrà affrontare in processo, gli parlano della quasi certezza di una sua lunga condanna, e del loro progetto di fuga: il piano ideato da Roland Darbant consiste nel perforare il pavimento della cella per accedere ai sotterranei, approfittando dei lavori in corso che possono coprire il rumore, per poi, attraverso il sistema fognario, arrivare all'esterno delle mura del carcere. Per nascondere le assi del parquet che vanno tolte per accedere ai sotterranei, chiedono di assemblare per lavoro delle scatole che ricaveranno dai fogli di cartone, la cui pila sarà collocata sopra il "buco".
Dopo essere riusciti a forare il pavimento Roland e Manu si calano nei sotterranei e, nascondendosi di volta in volta dai secondini che a orari fissi li perlustrano, riescono a trovare l'accesso alle fognature ma, una volta scesi, scoprono che queste sono murate da una spessa parete di cemento armato e che dovranno scavare un tunnel nella muratura vicina per aggirare l'ostacolo. Durante le notti seguenti a gruppi di due per volta i cinque detenuti scendono a turno per lavorare, nascondendo al di sotto delle coperte dei manichini di cartone mossi da fili dagli altri tre per eludere il controllo notturno della cella.
Il progetto sembra seguire, nonostante i rischi e i controlli a sorpresa delle guardie, la linea di Roland e una notte la parete, finalmente, cede: Manu e Gaspard, impegnati in quel momento nello scavo, sbucano da un tombino situato nella strada all'esterno del carcere; i due tornano velocemente in cella per dare la notizia agli altri compagni di fuga, ma ormai è giorno e sarà necessario aspettare l'indomani per l'evasione.
La mattina seguente Geo Cassine comunica agli altri che non evaderà perché sua madre potrebbe morire dal dolore se venisse a conoscenza della sua fuga: della cosa aveva già discusso con Roland, pregandolo di mantenere il segreto con gli altri compagni di stanza. Nel frattempo, Gaspard viene convocato a sorpresa dal direttore.
Il colloquio si protrae per oltre due ore e, quando Gaspard torna in cella, riferisce agli altri che la moglie ha ritirato la denuncia, ma che evaderà lo stesso poiché teme di poter subire in ogni caso una condanna. La cosa suscita qualche sospetto negli altri, anche per la durata del colloquio, che però non possono far altro che portare a compimento il piano.
La sera, dopo l'ultimo controllo prima dello spegnimento delle luci, i quattro salutano Geo, che resta di vedetta al corridoio, controllato dallo spioncino grazie a uno spazzolino da denti a cui è legato un frammento di specchio; espediente utilizzato già durante la prima fase dello scavo. Mentre si apprestano a scendere, questi si accorge che davanti alla cella si è radunato un gran numero di guardie. Il piano è stato scoperto e i quattro capiscono che Gaspard li ha traditi. Manu si getta su di lui con le mani alla gola, ma il giovane lancia un urlo e i secondini fanno irruzione nella cella bloccandoli. Tuttavia, nessuno dei carcerati fa resistenza poiché non ha più senso ormai.
I quattro, sconfitti, con la faccia al muro e spogliati dei loro abiti, restano in silenzio e, quando Gaspard esce dalla cella per essere portato in un'altra - suggerendo la possibilità di essere stato incastrato dal direttore -, Roland lo guarda e, compatendolo senza dimostrare rabbia alcuna, gli sussurra semplicemente: "Povero Gaspard", facendogli capire che la vita nel carcere sarà dura per chi ha tradito i compagni.

## Personaggi
- Gaspard Claude (Marc Michel): impersona quanto di infído e opportunista esiste nell'animo umano, l'egoismo piccolo-borghese spinto all'estremo in tutte le sue forme: il tradimento verso chi lo ha accettato e aiutato, il tradimento verso la ricca moglie (sposata a quanto si intende per opportunismo) con la giovane cognata, e il risentimento verso l'amante che non si concede a lui. Uomo totalmente privo di scrupoli non verrà toccato neppure dalla compassione di Roland. Tuttavia, l'ultima cosa che Gaspard mostra è un volto colmo di paura, quando viene portato in un'altra cella alla fine. Conscio probabilmente che gli altri detenuti, si avventeranno su di lui per avere tradito dei compagni.
- Roland Darbant (Jean Keraudy): ideatore del piano, rispettato e tenuto in grande considerazione dai compagni; personaggio dotato di grande intelligenza, fantasia e capacità di improvvisazione; non perde la sua dignità nemmeno quando esprime il disprezzo e la commiserazione per il traditore.
- Manu Borelli (Philippe Leroy): un "duro" della mala, fedele alla linea di sfiducia verso chi non si conosce; intransigente e vendicativo ma molto leale verso i suoi compagni, tanto da rinunciare a scappare, come invece sarebbe tentato di fare Gaspard, quando riesce a "vedere la luce" al di là del tunnel.
- Geo Cassine (Michel Constantin): rischia la condanna a morte. Durante il colloquio in parlatorio con il padre si scopre essere anche un eroe di guerra; dal carattere in apparenza indolente è invece un uomo dal grande spirito di sacrificio, tanto da rinunciare alla sua libertà in ossequio alla famiglia e lavorare al pari degli altri nell'abbattimento della parete per favorirne l'evasione.
- Vossellin / Monsignore (Raymond Meunier): uomo allegro e noncurante, dotato di un forte senso dell'ironia; è colui che riesce sempre a strappare un sorriso anche nei momenti di maggiore tensione. Viene soprannominato "Monsignore" per la sua sedicente parentela con un prelato.
- Nicole (Catherine Spaak): l'amante minorenne di Gaspard, sorella di sua moglie, nel breve dialogo che ha con lui in parlatorio sembrerebbe coglierne l'egoismo.

## Curiosità
- Con l'eccezione di Gaspard non viene svelato il motivo della carcerazione dei quattro detenuti.
- La pellicola, salvo durante i titoli di coda, è priva di colonna sonora.
- La sequenza in cui i detenuti forano il pavimento della cella, girata con un'unica inquadratura, dura 3 minuti e 47 secondi. In quel periodo gli attori effettivamente distruggono il basamento di cemento della cella e asportano la terra aprendo il buco di passaggio al sotterraneo.
- La storia è ambientata nell'immediato dopoguerra; tuttavia quando i detenuti aprono il tombino alla fine dello scavo vengono inquadrate alcune auto in sosta di fine anni '50.
- Nel film è presente una sola donna, visibile per soli 2 minuti: Catherine Spaak.